# Vemurafenib
El vemurafenib (PLX4032 o RG7204), comercializado bajo el nombre de Zelboraf, es un compuesto químico inhibidor de la enzima serina/treonina quinasa B-Raf, codificada por el gen humano BRAF (7q34), con la mutación V600E. Fue desarrollado por las compañías farmacéuticas Plexxikon —actualmente parte del grupo Daiichi Sankyo— y Hoffmann-La Roche para el tratamiento del melanoma de etapa avanzada. El nombre «vemurafenib» proviene de V600E mutated B-Raf enzyme inhibition.

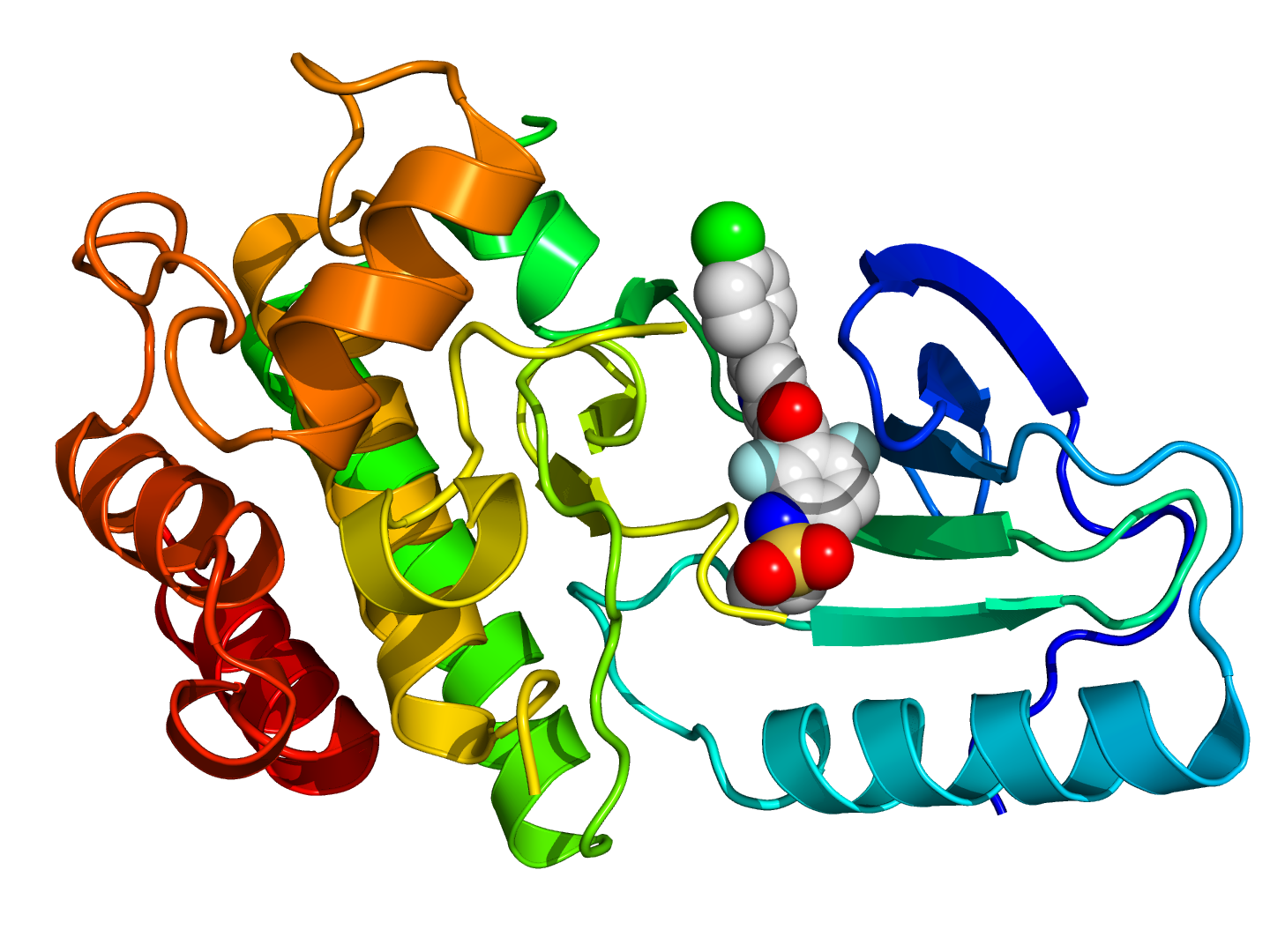
Estructural cristalina del complejo de la enzima B-Raf con vemurafenib (modelo atómico representado por esferas: C = blanco, O = rojo, N = azul, Cl = verde, F = azul claro, S = amarillo).

La FDA («U.S. Food and Drug Administration») aprobó el uso del vemurafenib como el primer inhibidor de B-Raf (BRAFi) para el tratamiento del melanoma metastásico, causado por mutación de B-Raf, el 17 de agosto de 2011, seguida por Health Canada el 15 de febrero de 2012. El 20 de febrero de 2012, la Comisión Europea aprobó el vemurafenib como monoterapia para el tratamiento de pacientes adultos con la mutación V600 en el gen BRAF y con sintomatología de melanoma metastásico.

## Mecanismo de acción
Se ha demostrado que el vemurafenib provoca la apoptosis en cultivos celulares de melanoma. El compuesto interrumpe la activación de la quinasa MEK por la B-Raf con la mutación V600E y, en menor medida, V600K. Estas mutaciones son las más frecuentes, V600E (>80 %) y V600K (14 %), y resultan de una única mutación puntual en el codón 600 que sustituye a la valina (V) por glutamato (E) o lisina (K), respectivamente. Al inhibir la mutación, el vemurafenib actúa para combatir las actividades oncogénicas adquiridas por B-Raf, tales como la evasión de la senescencia y la apoptosis, la proliferación descontrolada, la angiogénesis, la invasión de tejidos y la metástasis, y la evasión de la respuesta inmune.
Alrededor del 40-60 % de todos los casos de melanoma cuentan con una mutación en B-Raf de ganancia de función. El vemurafenib es efectivo en ambos casos, pero no tiene ningún efecto contra otro tipo de alteraciones en melanoma.

### Tratamientos combinados
La inhibición de la ruta MAPK con los inhibidores de B-Raf vemurafenib y dabrafenib (aprobados en 2011 y 2013, respectivamente), solo o en combinación con un inhibidor MEK, se ha convertido en un enfoque terapéutico estándar en pacientes con melanoma metastásico con mutaciones del gen BRAF o que no pueda ser eliminado con cirugía. En monoterapia, tanto el vemurafenib como el dabrafenib han mostrado una mejorada supervivencia libre de progresión (PFS) y supervivencia global (OS) en comparación con la quimioterapia con dacarbazina. Ambos tratamientos se asociaron con tasas tempranas y altas de respuesta, con tasas de respuesta objetiva (ORR) de alrededor del 50 %. Ambos fármacos también tenían perfiles de seguridad manejables, aunque ligeramente diferentes, con artralgia, fatiga, erupción cutánea y fotosensibilidad siendo los eventos adversos más frecuentes con vemurafenib e hiperqueratosis, dolor de cabeza, artralgia y pirexia los más frecuentes con dabrafenib.

## Resistencia
En un 40 % de casos se da un desarrollo de resistencia al vemurafenib por parte de las células cancerosas. Se han desvelado dos mecanismos diferentes:
- Las células comienzan a sobreexpresar la proteína PDGFRB un receptor del factor de crecimiento celular PDG con actividad similar a B-raf, que evita la muerte celular.
- El oncogén NRAS muta y reactiva el ciclo del que forma parte B-Raf.[13]

### Identificación de la resistencia por CRISPR-Cas9
La utilización de la novedosa técnica de edición genómica de CRISPR-Cas9 ha permitido discernir las causas genéticas que conllevan a la adquisición de la resistencia al vemurafenib.
En 2014, se hizo una primera criba de CRISPR a escala genómica encontró que las mutaciones de pérdida de función en los genes NF1, NF2 y CUL3 son las producen la resistencia al medicamento. Sin embargo, no se pudo concluir la causa molecular que subyace a la pérdida de función de estos tres genes y si podrían afectar de manera similar a la resistencia. Para explorar si las mutaciones se encuentran en los propios genes o en las regiones no codificantes que rodean estos tres genes, se hizo uso de tres bibliotecas de sgRNAs (single-guide RNA) que mapeaban a lo largo de 100kb en las regiones 5' y 3' de las principales isoformas de cada gen.
Gracias a los resultados obtenidos del CRISPR-Cas9 y de otras técnicas que complementaban el estudio, se concluyó que existía una correlación negativa entre la expresión del gen CUL3 y la resistencia a vemurafenib; y que las mutaciones en la región no codificante, principalmente en el extremo 5', de CUL3 alteran los entornos locales epigenéticos y la interacción con distintos factores de transcripción:
- yin yang 1 (YY1)
- zinc finger protein 263 (ZNF263)
- CCCTC-binding factor (CTCF)
- Complejo activation-protein 1 (AP-1) formado por Jun:Fos.

Las mutaciones que fueron encontradas impiden la unión de estos factores de transcripción, por lo que no se producirá una correcta regulación del gen y, consecuentemente, su pérdida de expresión. Las alteraciones genéticas identificadas se localizan en loci que contenían los motivos de unión canónicos de los factores de transcripción mencionados. En experimentos de cultivos celulares, se observó que el tratamiento con vemurafenib selecciona estas mutaciones perjudiciales en los sitios de unión.
Estos avances, acaecidos en septiembre de 2016 por el laboratorio del Dr. Neville E. Sanjana, hacen que se otorgue una mayor importancia a las regiones no codificantes presentes en el genoma. Además, permite establecer que la disección sistemática de loci no codificantes, a través de CRISPR-Cas9, pueda identificar elementos funcionales involucrados en la regulación de genes y la resistencia a los medicamentos contra el cáncer.

## Mutación de B-Raf en melanoma
La vía de las MAPK (proteína quinasa activada por mitógenos) desempeña un papel importante en la patogénesis del melanoma. Esta vía se activa fisiológicamente una vez que las señales extracelulares se unen a su respectivo receptor de membrana, típicamente un receptor tirosina quinasa (RTK). A su vez, el receptor transmite señales de activación a través de la guanosina trifosfatasa RAS (GTPasa) situada en la membrana interna de la membrana celular. El RAS unido a GTP activa proteínas efectoras, RAF quinasas (B-Raf). El B-Raf activado es un componente crítico de la vía MAPK. B-Raf funciona mediante la fosforilación y la activación de MEK1/2, que a su vez fosforila y activa ERK1/2, lo que lleva a la proliferación celular (ciclina D, RBL2), la supervivencia (Bim, MCl-1), y la diferenciación.
Más del 60 % de los melanomas albergan una mutación en B-Raf de ganancia de función. Esto quiere decir que la proteína B-Raf estará constitutivamente activa sin necesidad de un ligando efector de la vía. En consecuencia, las células con esta actividad quinasa constitutiva llevaran al consiguiente crecimiento celular no regulado y estimulación del proceso tumorigénico.
Los primeros resultados de los modelos de melanoma metastásico confirmaron que la ganancia de la función de señalización B-Raf se asoció fuertemente con la tumorigenicidad in vivo, mientras que la supresión condicional de B-Raf ralentizó el crecimiento del tumor sistémico, por lo que B-Raf se convirtió en un objetivo racional para la inhibición terapéutica del melanoma metastásico. Los resultados preclínicos tempranos demostraron que el inhibidor de B-Raf dirigido (BRAFi), PLX4032, condujo a una potente actividad antitumoral contra melanomas que albergan la mutación V600E.

## Ensayos clínicos
En el transcurso de un ensayo clínico de fase I, el vemurafenib —entonces llamado PLX4032— redujo el número de células cancerosas en más de la mitad de un grupo de dieciséis pacientes con melanoma avanzado. Asimismo, este grupo sobrevivió en promedio seis meses más que el grupo de control. Un segundo estudio de fase I demostró que alrededor de un 80 % de pacientes con la mutación V600E en la proteína B-Raf experimentó una remisión parcial o total, que sin embargo solo duró entre dos y dieciocho meses. En 2010 se llevaron a cabo tres ensayos clínicos: el primero, de fase I, para tumores sólidos, incluyendo cáncer colorrectal; un segundo ensayo de fase II para melanoma metastásico; y un tercer ensayo de fase III (BRIM-3), comparando vemurafenib con dacarbacina (DTIC) en pacientes con melanoma metastizado sin tratar, que arrojó resultados iniciales positivos, confirmados en 2012 con más datos.
El Vemurafenib (960 mg dos veces al día) recibió la aprobación de la FDA basándose en los resultados intermedios a los 6 meses del ensayo de fase III (BRIM-3) para pacientes previamente no tratados con melanoma metastásico con la mutación V600E. Con 12,5 meses de seguimiento y censura de los pacientes que cruzaron de DTIC a vemurafenib, la mediana de la supervivencia global (OS) con vemurafenib fue de 13,6 meses contra los 9,6 meses del DTIC. Muchos pacientes tratados con vemurafenib tuvieron una respuesta tumoral rápida con una reducción de la carga tumoral resultante por la alta tasa de respuesta. Desafortunadamente, la mayoría de los pacientes solo progresaron 6 meses, aproximadamente, presumiblemente debido a la resistencia adquirida a través de diversos mecanismos.

### Efectos secundarios
El 31 % de los pacientes que toman la dosis máxima tolerada de 960 mg dos veces al día desarrollan lesiones cutáneas que pueden requerir extirpación quirúrgica. En 132 pacientes, los efectos adversos más frecuentes fueron artralgia en el 58 % de los sujetos, erupción cutánea en el 52 % y fotosensibilidad en el 52 %. Un 45 % tuvo que modificar la dosis para controlar los efectos secundarios. La dosis mediana recibida fue de 1750 mg, 91 % de la dosis máxima tolerada.